# Wahlbeamter
Ein Wahlbeamter ist ein leitender Beamter einer Gemeinde, Stadt, eines Landkreises oder sonstigen Körperschaft, Anstalt oder Stiftung des öffentlichen Rechts, der durch Wahl berufen wird.

## Stellung und Wahl
Zu den kommunalen Wahlbeamten zählen Landräte, Oberbürgermeister und Bürgermeister sowie Beigeordnete und Kreisräte. Eine Sonderrolle nimmt der hauptamtliche Amtsdirektor ein, da er zwar wie ein kommunaler Wahlbeamter behandelt wird, im engeren Sinne aber keiner ist, weil die Ämter keine kommunalen Gebietskörperschaften sind. In Bayern gibt es darüber hinaus das Institut des „berufsmäßigen Stadtrats“ zur Unterscheidung von den ehrenamtlichen Mitgliedern des Wahlgremiums.
Kommunale Wahlbeamte, die Leiter einer Gebietskörperschaft werden sollen, werden auf Zeit und, je nach Landesrecht, unmittelbar vom Volk oder von den zuständigen Vertretungskörperschaften (Gemeinderat, Kreistag) gewählt. Die kommunalen Wahlbeamten, die Dezernate leiten sollen (Beigeordnete, berufsmäßige Stadträte), werden immer von der Vertretungskörperschaft gewählt.

## Aufgaben
Landräte und (Ober-)Bürgermeister sind die Leiter der gesamten Verwaltung ihrer Gebietskörperschaft. Die Dezernenten leiten einzelne Dezernate dieser Verwaltungen. In den Selbstverwaltungsangelegenheiten der Kommunen liegt die praktische Funktion der kommunalen Wahlbeamten darin, eine Schnittstelle zwischen der Arbeit der Verwaltung und den Entscheidungen der Kommunalpolitik (Kreistag, Stadtvertretung, Gemeinderat) zu bilden. Als Leiter der Verwaltung oder eines Dezernats bereiten sie die Beschlüsse der Vertretungskörperschaft vor und sorgen für die Ausführung der Beschlüsse durch die Verwaltung. Sie nehmen an den Sitzungen der Vertretungskörperschaft und ihrer Ausschüsse mit Rederecht teil.
Den sogenannten übertragenen Wirkungskreis verwalten die Wahlbeamten ohne rechtlich verbindliche Vorgaben des Kreistags, der Stadtvertretung oder des Gemeinderats. Es ist jedoch üblich, die Stadtvertreter oder den Gemeinderat und ihre Ausschüsse über wichtige Vorhaben der Verwaltung im Bereich des übertragenen Wirkungskreises zu informieren.

## Beamtenrechtliche Stellung
Die rechtlichen Rahmenbedingungen insbesondere des kommunalen Wahlbeamtentums sind umstritten, da sie sowohl beamtenrechtlichen als auch kommunalrechtlichen Regelungen unterliegen. Insbesondere die Frage, ob Art. 33 Abs. 2 GG und damit die Konkurrentenklage auch auf kommunale Wahlbeamte Anwendung findet, ist umstritten. Nach herrschender Literaturmeinung verdrängt der Wahlakt das verfassungsrechtliche Prinzip der Bestenauslese nach dem Leistungsprinzip, in der Rechtsprechung wird vereinzelt ein Bewerberverfahrensanspruch anerkannt, der immerhin die rechtliche Prüfung der Verfahrensvorschriften bei Ausschreibung und Vorauswahl erlaubt.
Nach ihrer Ernennung unterliegen die Wahlbeamten den jeweiligen Beamtengesetzen.